# Impala
En impala (Aepyceros melampus grekiska: aipos "hög" ceros "horn" + melas "svart" pous "fot") är en mellanstor afrikansk antilop. Namnet impala kommer från zuluspråket.

## Kännetecken
Arten når en mankhöjd omkring 90 centimeter och en vikt mellan 40 (honor) och 65 (hannar) kilogram. Kroppen (huvud och bål) är 120 till 160 cm lång och därtill kommer en 30 till 45 cm lång svans. Pälsen är på ovansidan rödbrun och på sidorna lite ljusare. Buken, främre halsen och hakan är vitaktig. Vid båda sidor om svansen finns en svart strimma. Hälen är  svartbrun. Impalan har ett smalt huvud, stora ögon och öronen slutar i en spets. Hannar har upp till 90 centimeter långa horn som påminner om en lyra.

## Utbredning, habitat och underarter
Impalorna håller till på savanner i Kenya, Tanzania, Moçambique, Namibia, Botswana, Zambia, Zimbabwe, södra Angola, nordöstra Sydafrika och Uganda (därav huvudstadens namn - Kampala). Habitatet utgörs huvudsakligen av den öppna savannen samt av buskskogar. I Etosha nationalparken i Namibia lever en underart, A. m. petersi, som kännetecknas av en svart teckning på nosen. Underarten finns även utanför nationalparken men inte lika talrikt.
Alla andra populationer bildar den andra underarten, A. m. melampus, vilket har klarlagts med hjälp av genetiska undersökningar.

## Hot
Hela arten listas av IUCN som livskraftig (LC) men underarten A. m. petersi listas som sårbar (VU).

## Levnadssätt
Honor av impala och deras ungdjur lever i flockar om 10 till omkring 100 individer. Dessutom finns flockar av hannar som inte nått könsmognad och gamla hannar som är för svaga för att kvarhålla ett eget revir. Alla andra hannar lever ensamma och har ett territorium, där de tar kontroll över alla honor.
Födan utgörs främst av gräs som ibland kompletteras med blad.
Under flykten når impalan höga hastigheter och kan utföra hopp som  är 9 meter långa och 2 meter höga. Vanligtvis springer de bara fram till närmaste gömställe.
Under parningstiden bevakar en hanne vanligtvis en grupp av honor. Han imponerar genom att visa sina horn,  lägga öronen bakåt och  lyfta svansen. Om två konkurrerande hannar träffar varandra uppstår strider som kan delas i tre sekvenser. I den första gäspar inkräktaren och visar buken samt tungan. Sedan sänker han huvudet neråt för att uppmana till strid. I den andra fasen står rivalerna med lyft huvud mittemot varandra samt går framåt och bakåt. Om ingen känner sig tillräcklig skrämd sätter de hornen mot varandra för att pressa bort rivalen. Sår uppstår vanligen inte.
Efter dräktigheten som varar i 6,5 till 7 månader föds oftast en unge. Ungen diar sin mor i 4 till 6 månader. Könsmognaden infaller efter 1 år för honor och efter 1,5 år för hanar. Livslängden går upp till 15 år.

## Galleri

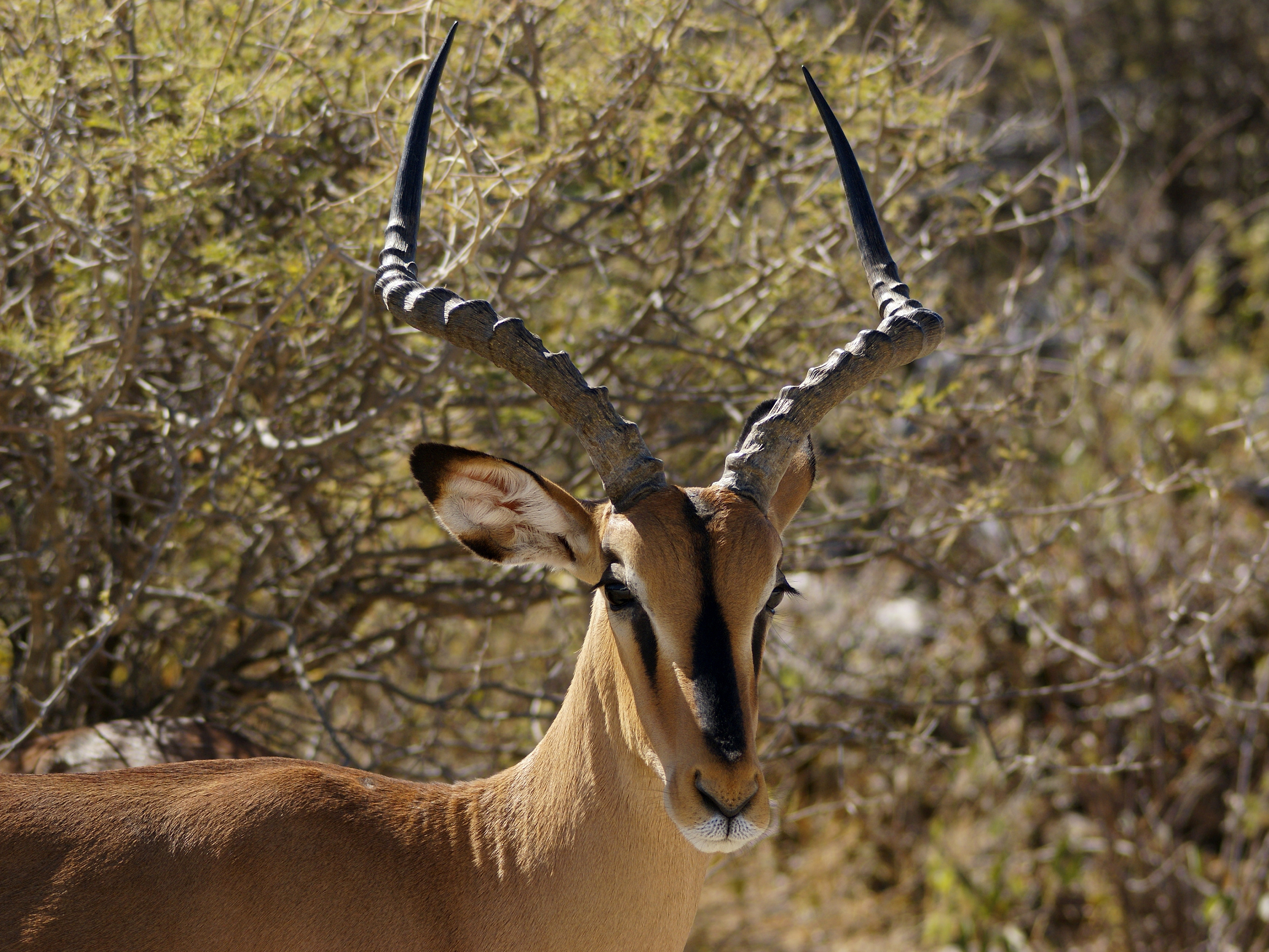
Närbild på huvudet
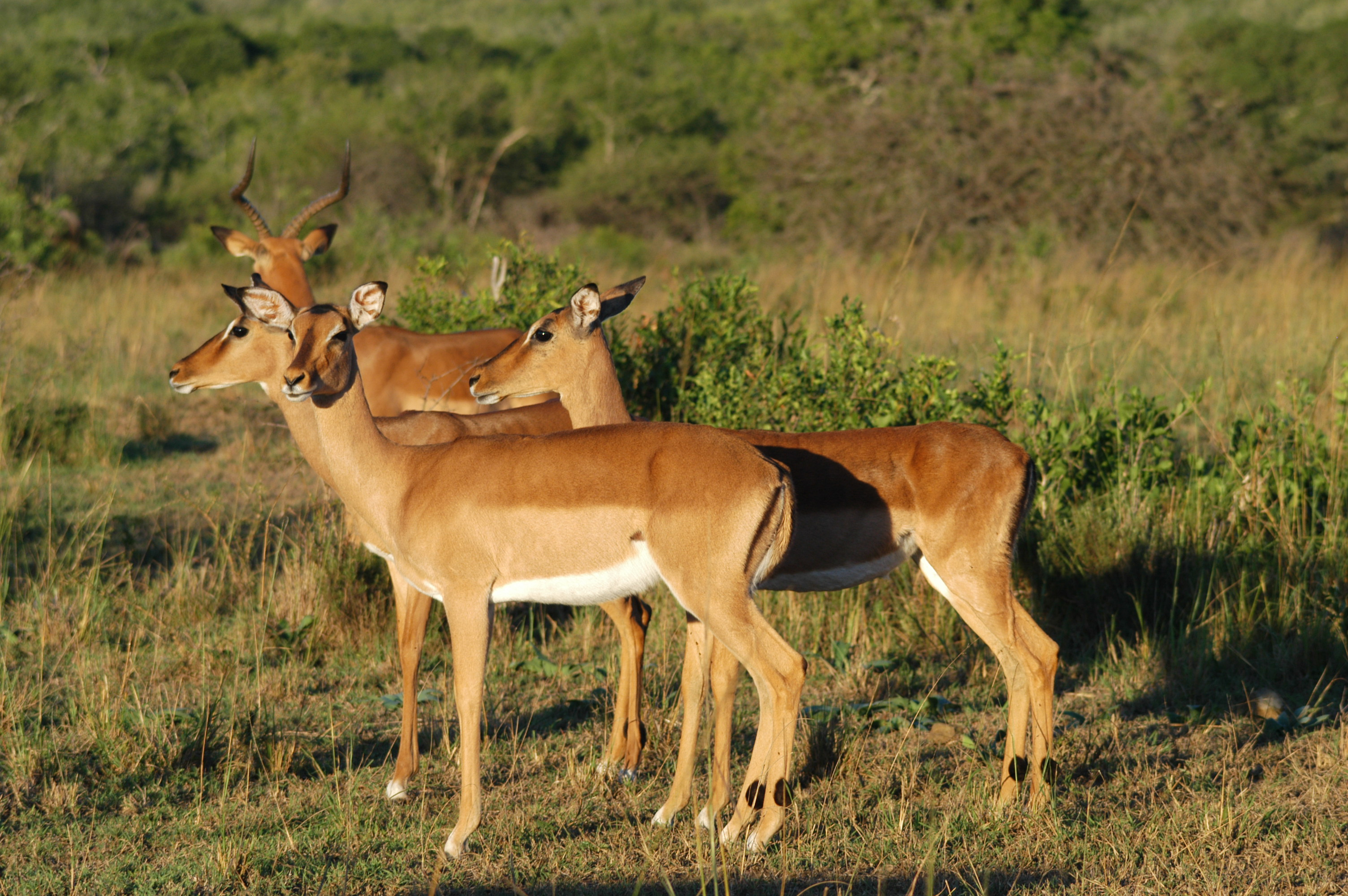
En grupp Impalor i Sydafrika
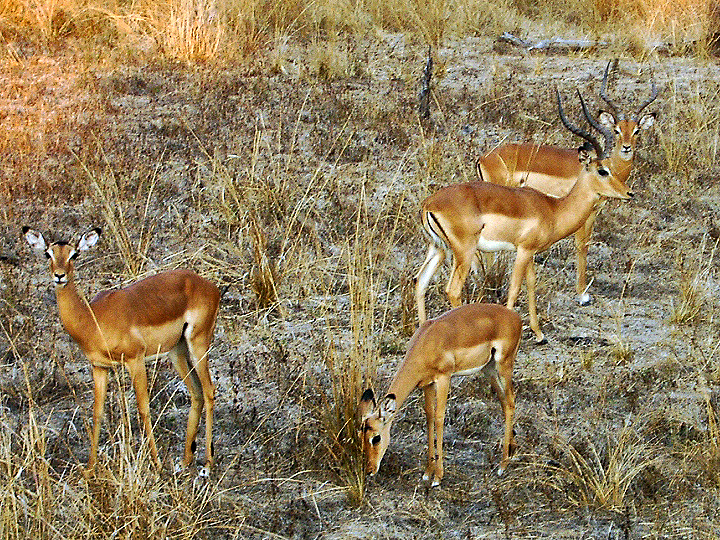
Impala i Zambia
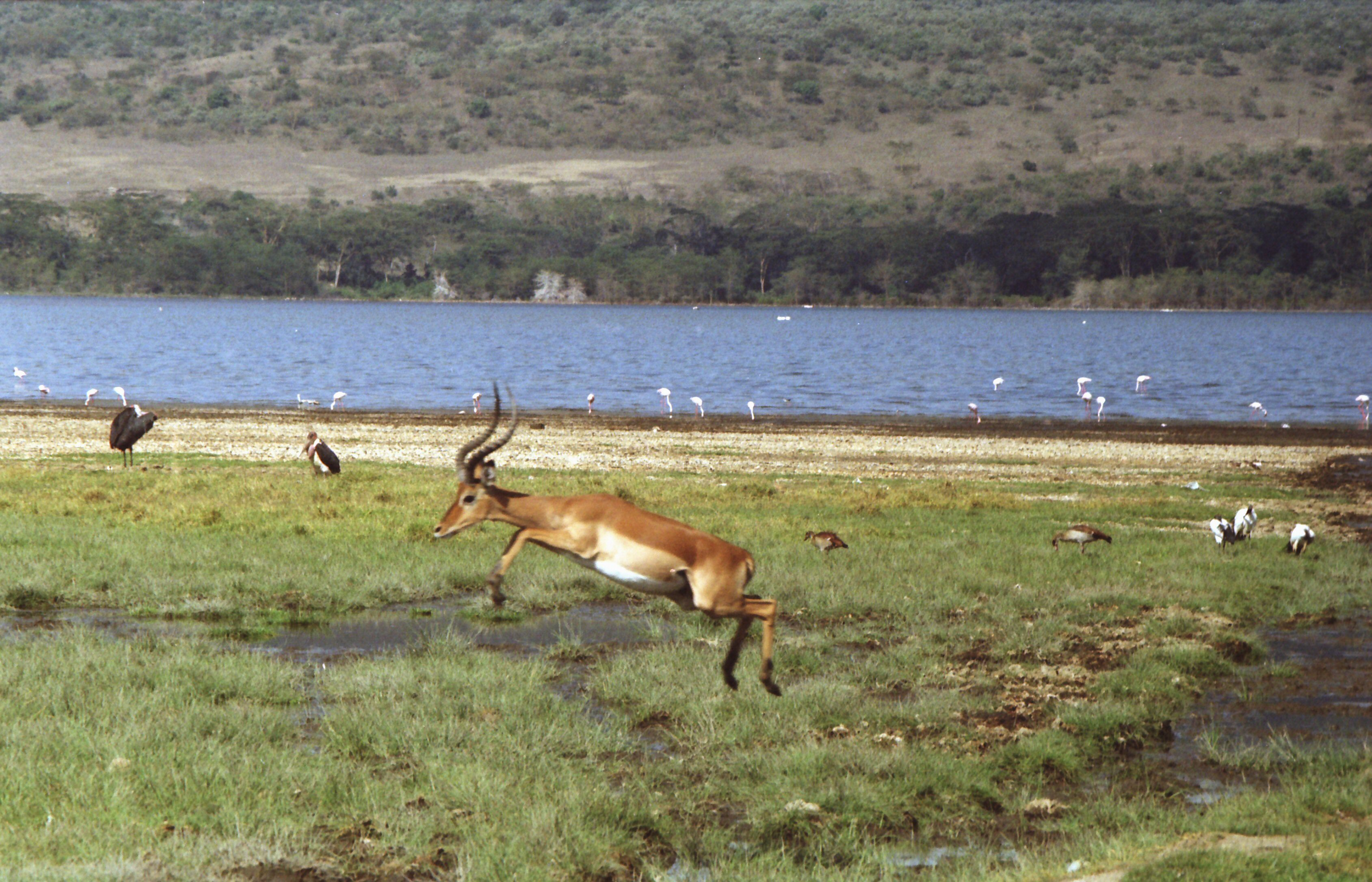
Hoppande Impala i Kenya
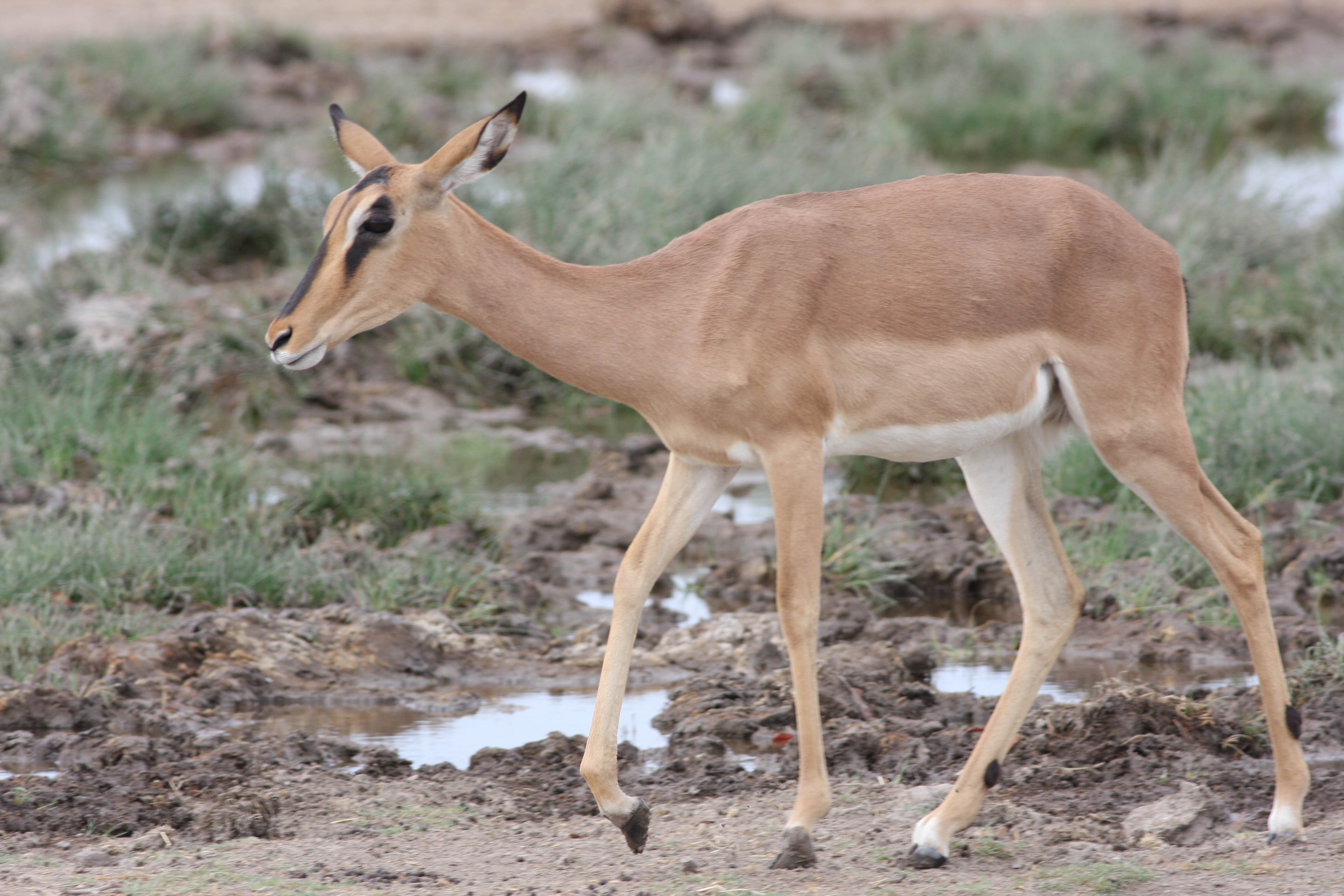
Hona av underarten A. m. petersi